# Martyna
Martynaⓘ – imię żeńskie pochodzenia łacińskiego od męskiego imienia Marcin (łac. Martinus, „należący do Marsa”). Błędnym skojarzeniem jest, że Martyna powstała od imienia Marta. Spotykana jest również forma Marcina. W wielu językach imię to występuje w formie Martina.
Żeński odpowiednik imienia Marcin.
Wśród imion nadawanych nowo narodzonym dzieciom, Martyna w 2014 r. zajmowała 20. miejsce w grupie imion żeńskich.
Martyna imieniny obchodzi 30 stycznia, we wspomnienie św. Martyny (†226), dziewicy i męczennicy rzymskiej, a także 3 marca.

## Osoby o imieniu Martyna
- Martyna – cesarzowa bizantyńska, żona Herakliusza.
- Martyna z Rzymu (†226) – męczennica chrześcijańska.
- Martina Beck – niemiecka biathlonistka (znana również pod panieńskim nazwiskiem Glagow).
- Martyna Galewicz – polska biegaczka narciarska.
- Martina Hingis – szwajcarska tenisistka.
- Martyna Jakubowicz – polska piosenkarka i gitarzystka.
- Martina Navrátilová – amerykańska tenisistka pochodzenia czeskiego.
- Martina Sáblíková – czeska łyżwiarka szybka.
- Martina Stoessel – argentyńska aktorka i artystka muzyczna.
- Martina Suchá – słowacka tenisistka.
- Martyna Wojciechowska – dziennikarka polska.

## Postaci fikcyjne
- Martynka – dziewczynka z książek dla dzieci duetu autorskiego: Gilbert Delahaye oraz Marcel Marlier.